# Hermann Münter (Bürgermeister)

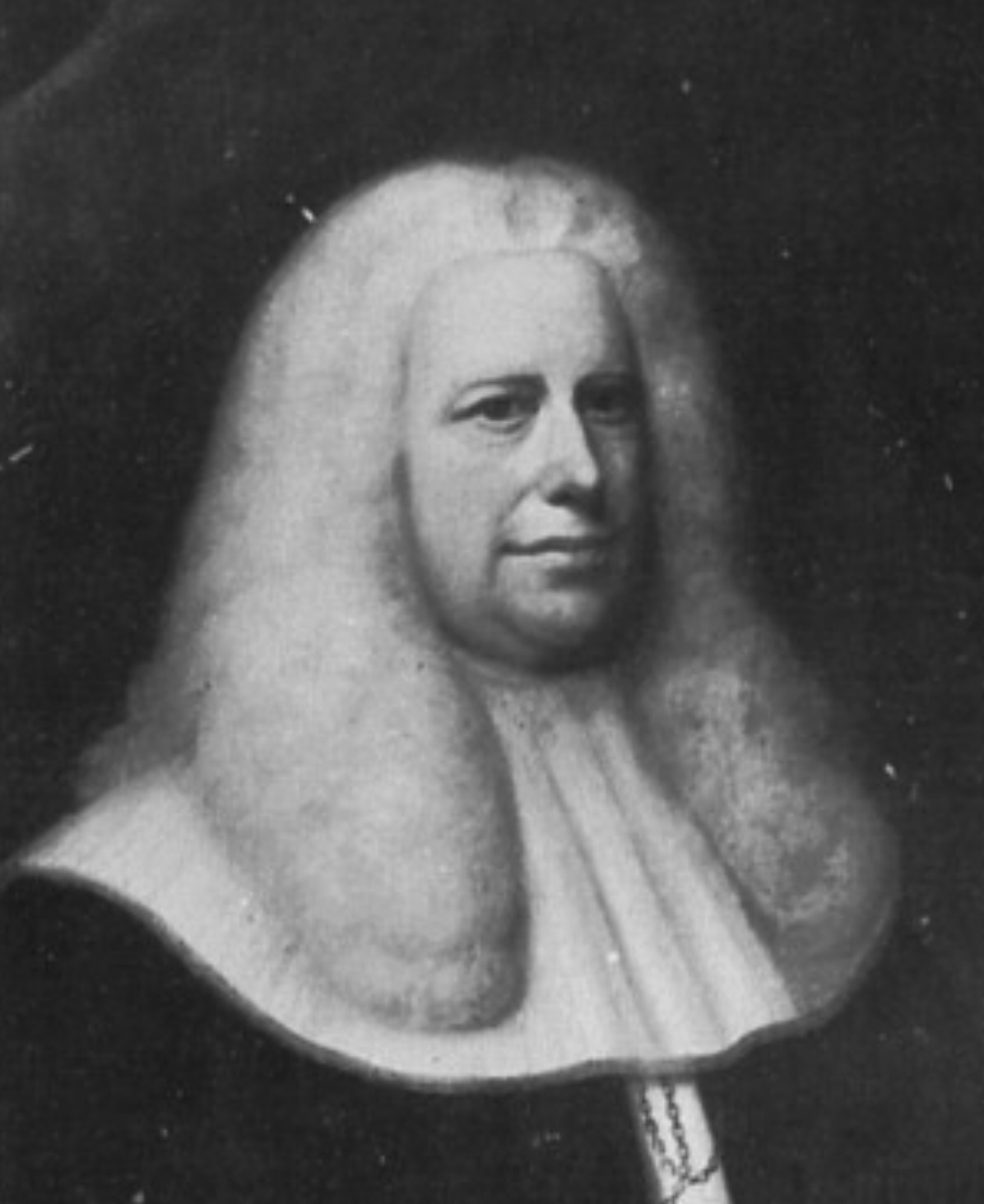
Bürgermeister Hermann Münter

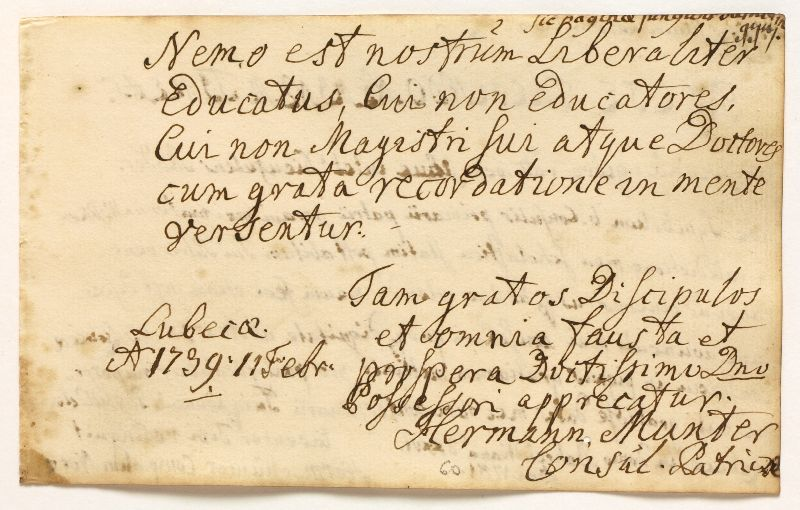
Eintrag des Bürgermeisters Münter (1739) im Stammbuch Johann Friedrich Behrendt

Hermann Münter (* 1679 in Lübeck; † 7. Januar 1743 ebenda) war ein deutscher Kaufmann und Bürgermeister der Hansestadt Lübeck.

## Leben
Hermann Münter wurde als Sohn des Lübecker Kaufmanns Lorenz Münter geboren. Er nahm bald seinem Vater die Geschäftsreisen in das Ausland ab und bereiste Dänemark wie Schweden. 1703 bereiste er die Niederlande. 1704 fuhr er per Schiff nach Frankreich. Von den Häfen am Atlantik (La Rochelle, Bordeaux) reist er auch nach Paris ins Binnenland und über Antwerpen zurück nach Lübeck. Münter bewirtete am 19. November 1716 Zar Peter den Großen mitsamt seinem Gefolge in seinem Hausgarten. Er wurde 1724 in den Rat der Stadt erwählt und dort 1738 zu einem der Bürgermeister bestimmt.
Er war mit einer Tochter des Lübecker Kaufmanns Adolf Brüning verheiratet, einer Enkelin des Lübecker Ratsherrn Adolf Brüning. Als leidenschaftlicher Sammler besaß er neben einer Privatbibliothek auch ein Naturalienkabinett und eine Münzsammlung.